# Estació de Rià
L'Estació de Rià és una estació de ferrocarril de la línia Perpinyà - Vilafranca de Conflent - La Tor de Querol, situada al municipi de Rià i Cirac, a la comarca del Conflent, de la Catalunya del Nord.
És a l'oest del terme i del poble de Rià, a prop i també a l'oest d'on hi havia hagut els Alts Forns de Rià i del veïnat del Pont de Rià i del barri de la Ruta General.
| Procedència/Destinació       | <           | Línia | >                      | Procedència/Destinació |
| ---------------------------- | ----------- | ----- | ---------------------- | ---------------------- |
| : Transport express régional |             |       |                        |                        |
| Perpinyà                     | Prada-Molig |       | Vilafranca de Conflent | Vilafranca de Conflent |